# Тарасенко, Олег Владимирович
Оле́г Влади́мирович Тара́сенко (укр. Олег Володимирович Тарасенко; род. 23 июня 1990, Черкассы) — украинский футболист, защитник. 7 мая 2014 года играл в полуфинале Кубка Украины против донецкого «Шахтёра». Его старший брат Евгений (1983 г. р.), также футболист.

## Игровая карьера
Воспитанник черкасской ДЮСШ. Первый тренер — С. Г. Шевченко. Во взрослом футболе дебютировал в 2008 году в местной любительской команде «Ходак».
С 2008 года играл в дубле львовских «Карпат». В молодёжном первенстве Украины провёл 71 матч, забил 9 голов. Становился победителем турнира в сезоне 2009/10 гг.
Не сумев за три сезона пробиться в основную команду львовского клуба, Тарасенко вернулся в Черкассы. Стал игроком недавно созданного клуба «Славутич», с которым заключил контракт до лета 2013 года. После окончания контракта полгода провёл в «Буковине».
Зимой 2014 года вернулся в черкасский «Славутич». С этой командой в сезоне 2013/14 играл в полуфинале Кубка Украины.

## Образование
Выпускник ННИ физической культуры, спорта и здоровья Черкасского национального университета им. Б. Хмельницкого.